# کنت آزبورن
کنت آزبورن (انگلیسی: Kent Osborne؛ زادهٔ ۳۰ اوت ۱۹۶۹) نویسنده، بازیگر، تهیه‌کننده و کارگردان اهل ایالات متحده آمریکا است. وی از سال ۱۹۹۲ میلادی تاکنون مشغول فعالیت بوده‌است.
از فیلم‌ها یا برنامه‌های تلویزیونی که وی در آن نقش داشته‌است می‌توان به روابط مدرسه، نجات کریسمس، تقلب و حفاری برای آتش اشاره کرد. وی برندهٔ جوایزی همچون جوایز امی ساعات پربیننده شده‌است.